# Muslim ibn al-Hajjaj
Abū al-Husayn 'Asakir ad-Din Muslim ibn al-Hajjaj ibn Muslim ibn Ward ibn al-Kawshādh Qushayrī un-Naysābūrī (limba arabă: أبو الحسين عساكر الدين مسلم بن الحجاج بن مسلم بن ورد بن كوشاذ القشيري النيسابوري; după 815 - mai 875) sau Muslim Nīshāpūrī ([[[limba persană]]]: مسلم نیشاپوری), cunoscut sub numele de Imam Muslim, a fost un om de știință Hadis, mai ales cunoscut ca muhaddith (savant de Hadis). Culegerea sa de hadisuri, cunoscută sub numele de Sahih Muslim, este una dintre cele șase colecții  de hadisuri majore în literatura islamică și este considerată ca fiind una dintre cele două (sahih) colecții cele mai autentice, alături de Sahih al-Bukhari.

## Biografie
Muslim ibn al-Hajjaj s-a născut în orașul Nishapur (limba arabă : Naysabur) , în provincia Abbasidă Khorasan , în prezent  în nord-estul Iranului . Opinia istoricilor asupra datei sale de naștere diferă , aceasta fiind , în tradiție, conform diferitelor surse, dată ca fiind anul 202 AH ( 817/818 ) , 204 AH (819/820), sau 206 AH (821/822).
ADH - Dhahabi a spus: „Se spune că el a fost născut în anul 204 AH” , deși tot el afirmă: „eu cred că a fost născut înainte de această dată.” 
Ibn Khallikan spune că nu a găsit data nașterii, vârsta, data decesului, ale lui Muslim, din spusele oricăruia dintre hafizes, deși ei toți sunt de acord că el s-a născut după 200 AH ( 815/816 ). El scrie că Ibn ca-Salah, citând pe ibn al-Bayyi`s`Ulama Kitab al-Amsar , precizează anul 206 AH ( 821/822 ) . Ibn Khallikan scrie că a constatat că Ibn al-Salah citează vârstă lui Muslim (55 de ani Hijri ) bazată pe anul nașterii și data decesului (25 Rajab 261) raportate de către Ibn al-Bayyi`. Astfel, el este de acord că Muslim trebuie să fi fost născut în 206 AH ( 821/822 ).
Nisbah de „al-Qushayri” semnifică apartenența lui Muslim la tribul arab de Banu Qushayr , ai cărui membri au migrat pe teritoriul persan nou cucerit în timpul expansiunii Califatului Rashidun. Cu toate acestea , el nu a fost de origine arabă; el a fost un mawla – atribuit tribului Qushayr prin termenul wala (alianță), în funcție de ceea ce se numește - Sam`ani . Un strămoș al lui Muslim se poate să fi fost un sclav eliberat de un Qushayri, sau poate cineva care a acceptat Islamul din mâinile unui Qushayri.
Estimările cu privire la numărul hadisuri din cărțile sale variază de la 3.033 la 12.000 , în funcție de câte duplicate sunt incluse. Se spune că poate partaja aproximativ 2000 de hadisuri cu Sahih al-Bukhari.
Muslim a murit pe 25 Rajab 261 AH (mai 875), la vârsta de 55 de ani Hijri , potrivit lui Ibn al-Bayyi`, și a fost îngropat în Nasarabad , o suburbie din Nishapur .
Printre autorii citați de Muslim ibn al-Hajjaj se numără Harmala ibn Yahya, Sa'id ibn Mansur, Abd-Allah ibn al-Maslamah Qa'nabi, al-Dhuhali, al-Bukhari, Ibn Ma'in, Yahya ibn Yahya al-Nishaburi al-Tamimi. Printre elevii săi se numără al-Irmidhi, Ibn Abi Hatim al-Azi și Ibn Khuzaymah, fiecare dintre ei fiind autori de lucrări Hadis.
După mai multe călătorii de studii în întreaga Peninsula Arabică, Egipt, Irak și Siria, el s-a stabilit în orașul său natal, Nishapur, unde l-a întalnit prima dată pe Bukhari, cu care va avea o prietenie trainică până la moarte.

## Prima evocare
Savantul Ibn Ishaq Sunni Rahwayh fost primul care a remarcat, evocat și citat opera lui Muslim.
Contemporanii lui ibn Ishaq nu au acceptat la început lucrările sale. Abu Zur`o al-Razi a obiectat că Muslim a omis prea mult material bibliografic și a citat surse neatestate ca fiind autentice.
Ibn Abi Hatim (d. 327/938) a acceptat textele lui Muslim ca „demne de încredere, acesta fiind unul dintre  naratorii  de Hadis cu cunoștințe reale.”
Numele lui Muslim  a crescut treptat în anvergură, astfel încât acesta este considerat astăzi de musulmanii sunniți ca autor al unora din colecțiile cele mai autentice de Hadis, al doilea ca importanță după Sahih al-Bukhari.

## Lucrări
Sahih Muslim: colecția sa de Hadis autentic.